# 유만기
유만기(1988년 3월 22일 ~ )는 대한민국의 축구 선수이다. 포지션은 미드필더이다.

## 선수 경력
2011시즌을 앞두고 내셔널리그의 수원시청에 입단했다.
2013 K리그 드래프트에서 고양 Hi FC에 지명을 받으며 K리그에 입성했다. 2013년 4월 27일 상주 상무와의 경기에서 프로 데뷔골을 기록했다.